# 18970 Jenniharper
18970 Jenniharper este un asteroid din centura principală de asteroizi.

## Descriere
18970 Jenniharper este un asteroid din centura principală de asteroizi. A fost descoperit pe 31 august 2000 la Socorro, New Mexico, în cadrul proiectului LINEAR. Asteroidul prezintă o orbită caracterizată de o semiaxă mare de 2,41 ua, o excentricitate de 0,10 și o înclinație de 3,5° în raport cu ecliptica.